# Globulària
Globulària (Globularia) és un gènere de plantes angiospermes de la família de les plantaginàcies (Plantaginaceae).
És originari de les zones temperades i circumtropicals mediterrànies del centre i sud d'Europa, Macaronèsia, nord-oest d'Àfrica i sud-oest d'Àsia. Als Països Catalans són autòctones les espècies següents:Foixarda (Globularia alypum), Lluqueta (Globularia cordifolia) Senet de pobre (Globularia vulgaris) i Lluqueta nudicaule (Globularia nudicaulis).

## Descripció
Són espècies herbàcies, mates o subarbusts baixos densos i de fulla persistent. Les fulles són coriàcies ovals d'1–10 cm de llarg. Les flors s'agrupen en inflorescències en (capítol sostinguts sobre la planta en una tija d'1–30 cm; els capítols mesuren entre 1–3 cm de diàmetre, amb nombroses flors de color porpra, violeta, rosa o blanc. Diverses espècies d'aquest gènere es cultiven com plantes ornamentals,per exemple Globularia cordifolia i Globularia punctata.

## Taxonomia
Aquest gènere va ser publicat per primer cop l'any 1753 al primer volum de l'obra Species Plantarum de Carl von Linné (1707-1778).

### Espècies
Dins del gènere Globularia es reconeixen les 28 espècies següents:
- Globularia alypum L.
- Globularia amygdalifolia Webb
- Globularia anatolica A.Duran, Ö.Çetin & M.Öztürk
- Globularia arabica Jaub. & Spach
- Globularia ascanii Bramwell & Kunkel
- Globularia bisnagarica L.
- Globularia borjae (G.López) López Udias, Fabregat & G.Mateo
- Globularia cordifolia L.
- Globularia davisiana O.Schwarz
- Globularia dumulosa O.Schwarz
- Globularia fuxeensis Giraudias
- Globularia hedgei H.Duman
- Globularia incanescens Viv.
- Globularia linifolia Lam.
- Globularia liouvillei Jahand. & Maire
- Globularia majoricensis Gand.
- Globularia meridionalis (Podp.) O.Schwarz
- Globularia nainii Batt.
- Globularia nudicaulis L.
- Globularia orientalis L.
- Globularia repens Lam.
- Globularia salicina Lam.
- Globularia sarcophylla Svent.
- Globularia sintenisii Hausskn. & Wettst.
- Globularia spinosa L.
- Globularia stygia Orph.
- Globularia trichosantha Fisch. & C.A.Mey.
- Globularia vulgaris L.

### Híbrids
S'han descrit els següents híbrids naturals:
- Globularia × indubia (Svent.) G.Kunkel
- Globularia × losae L.Villar, Sesé & Ferrández
- Globularia × montiberica G.López

### Sinònims
Els següents noms científics són sinònims heterotípics de Globularia:
- Sinònims

- Abolaria Neck.
- Alypum Fisch.
- Carradoria A.DC.
- × Lytanthobularia Svent.
- Lytanthus Wettst.

## Història taxonòmica
A les classificacions antigues, el gènere Globularia havia donat nom a la família de les globulariàcies (Globulariaceae), però amb l'avenç de la filogènia i la publicació de la primera versió del sistema APG l'any 1998, la família Globulariaceae va desaparèixer i el gènere va passar a integrar-se dins la família de les plantaginàcies.